# ディック・パリー

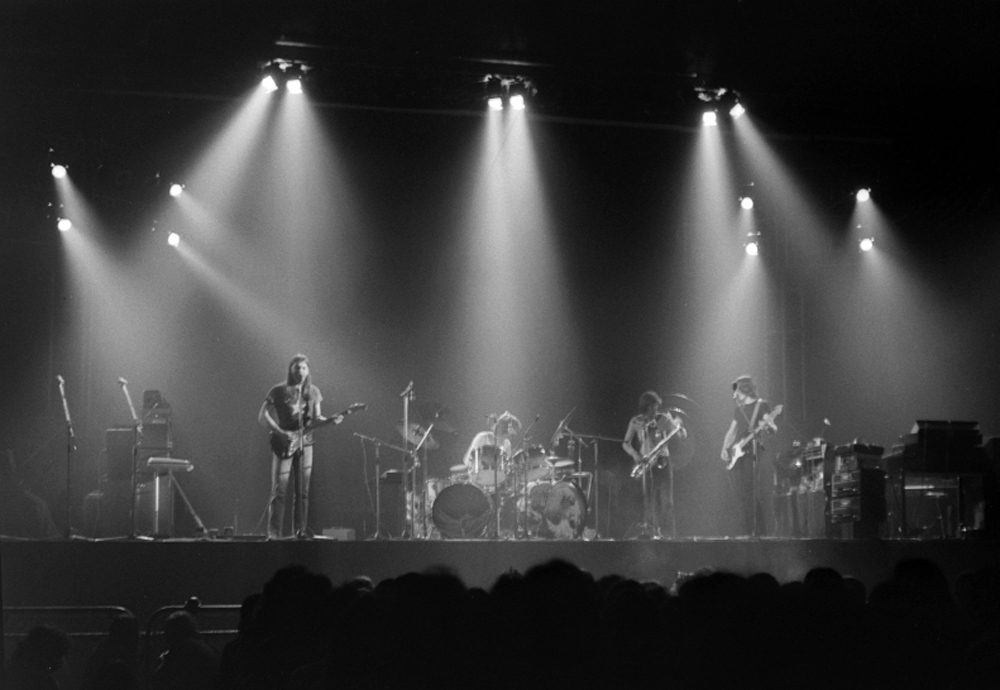
ピンク・フロイドと演奏するパリー（右から2番目・1973年）

ディック・パリー（Dick Parry、1942年12月22日 - ）は、イングランドのサクソフォーン奏者。彼はさまざまなアルバムにセッション・ミュージシャンとして参加しており、とりわけピンク・フロイドの曲「マネー」「アス・アンド・ゼム」「クレイジー・ダイアモンド」「ウェアリング・ジ・インサイド・アウト」にはソロ・パートで参加している。また、ブラッドストーンのアルバム『スフィンクスの謎』で演奏した。

## 略歴
サフォーク州ケントフォードで生まれたパリーは、1960年代半ばにケンブリッジで結成されたバンド、ザ・ソウル・コミッティのサックス奏者としてキャリアをスタートさせた。ケンブリッジの別のバンド、ジョーカーズ・ワイルドで演奏していた、後にピンク・フロイドのギタリストとなるデヴィッド・ギルモアとは友人であった。いくつかのレポートに反して、パリーはジョーカーズ・ワイルドでは演奏していない。数年後、1973年から1977年までと、1994年のワールド・ツアーにおけるすべてのピンク・フロイドのライブ・パフォーマンスにおいて、また、『狂気』『炎〜あなたがここにいてほしい』『対/TSUI』というピンク・フロイドのスタジオ・アルバムで演奏するよう、ギルモアは彼に依頼した。また、ザ・フーの1979年から1980年のツアーにブラス・セクションの一員として帯同した。
バンコ・デ・ガイアによる1997年のアルバム『Big Men Cry』の「Celestine」でもサックスを演奏している。
パリーは2001年と2002年にギルモアのライブに出演し、そのうちの1回は『イン・コンサート』としてリリースされた。彼はまた、2006年のヨーロッパ、アメリカ、カナダでの『オン・アン・アイランド』ツアーに参加し、「クレイジー・ダイアモンド」「ウェアリング・ジ・インサイド・アウト」「ゼン・アイ・クローズ・マイ・アイズ」でサックスを演奏した。ロンドンのロイヤル・アルバート・ホールとポーランドのグダニスク造船所での公演は、それぞれDVD『覇響』と『狂気の祭典 - ライヴ・イン・グダニスク』としてリリースされた。
彼はLIVE 8でのピンク・フロイド再結成に参加し、「マネー」でサックス・パートを演奏している。2009年には、ヴァイオレント・ファムズと共にヨーロッパと南アフリカをツアーした。

## ディスコグラフィ

### 参加アルバム&DVD
- J. J. ジャクソン : J. J. Jackson's Dilemma (1970年)
- J. J. ジャクソン : ...and proud of it! (1970年)
- クウィヴァー : 『クウィヴァー』 - Quiver (1971年)
- マイク・ヴァーノン : 『ブリング・イット・バック・ホーム』 - Bring It Back Home (1971年)
- ボンゾ・ドッグ・ドゥー・ダー・バンド : 『レッツ・メイク・アップ・アンド・ビー・フレンドリー』 - Let's Make Up and Be Friendly (1972年)
- ジミー・ドーキンス : Transatlantic 770 (1972年)
- ミック・グラバム (プロコル・ハルム) : Mick the Lad (1972年)
- ライトニン・スリム : London Gumbo (1972年)
- ピンク・フロイド : 『狂気』 - The Dark Side of the Moon (1973年) ※「マネー」「アス・アンド・ゼム」に参加
- カズミアーズ・ラックス : I'm the Worst Partner I Know (1973年)
- アンディ・ロバーツ : Urban Cowboy (1973年) ※「Elaine」に参加
- トニー・アシュトン&ジョン・ロード : 『ジョン・ロード&トニー・アシュトン』 - First of the Big Bands (1974年)
- ブラッドストーン : 『スフィンクスの謎』 - Riddle of the Sphinx (1974年)
- ピンク・フロイド : 『炎〜あなたがここにいてほしい』 - Wish You Were Here (1975年) ※「クレイジー・ダイアモンド」に参加
- ジョン・エントウィッスル (ザ・フー) : 『マッド・ドッグ』 - Mad Dog (1975年)
- レス・ハンフリーズ・シンガーズ : Live 1971–1975 (1975年)
- ジミー・ウィザースプーン : 『伝説のジミー・ウィザースプーン』 - Love Is a Five Letter Word (1975年)
- ダスター・ベネット : Fingertips (1975年)
- ロリー・ギャラガー : 『ジンクス』 - Jinx (1982年)
- ペイス、アシュトン、ロード : 『BBC ラジオ・ワン・ライヴ』 - BBC Radio One Live in Concert (1993年)
- ピンク・フロイド : 『対/TSUI』 - The Division Bell (1994年) ※「Wearing the Inside Out」に参加
- ピンク・フロイド : 『P.U.L.S.E』 - Pulse (1995年) ※ライブ
- バンコ・デ・ガイア : Big Men Cry (1998年) ※「Celestine」に参加
- デヴィッド・ギルモア : 『イン・コンサート』 - David Gilmour in Concert (2002年) ※ライブDVD
- デヴィッド・ギルモア : 『覇響』 - Remember That Night (2007年) ※ライブDVD
- デヴィッド・ギルモア : 『狂気の祭典 - ライヴ・イン・グダニスク』 - Live in Gdańsk (2008年) ※ライブDVD
- デボラ・ボーナム : Duchess (2008年)